# Чертала
Чертала́ — река в Томской области России. Левый приток реки Васюган. Устье Черталы расположено в 652 км от устья Васюгана вблизи посёлка Огнев-Яр. Длина реки составляет 311 км.

## Данные водного реестра
По данным государственного водного реестра России относится к Верхнеобскому бассейновому округу, водохозяйственный участок реки — Васюган, речной подбассейн реки — бассейны притоков Оби (верхней) от Кети до Васюгана. Речной бассейн реки — Обь (верхняя) до впадения Иртыша.
Код объекта в государственном водном реестре — 13010800112115200029960.